# ۷ روز (فیلم ۲۰۲۱)
۷ روز (به انگلیسی: 7 Days) یک فیلم کمدی رمانتیک آمریکایی محصول سال ۲۰۲۱ به کارگردانی روشن ستی، در اولین کارگردانی خود، بر اساس فیلمنامه‌ای از ستی و کاران سونی است. سونی، گرالداین ویسونافن، مارک دوپلاس، زنوبیا شروف، آپارنا نانچرلا، گیتا ردی و جفری سلف در این فیلم ایفای نقش می‌کنند.

## خلاصه داستان
فیلم با چند زوج هندی شروع می‌شود که در مورد ازدواج سنتی خود بحث می‌کنند. یک وب سایت هندی یک روش مدرن برای مجردها برای جستجوی همسر است. هر دو مادر راوی و ریتا برای آنها در وب سایتی برای سرخپوستان ساکن آمریکا، پروفایلی ایجاد کرده‌اند.

## انتشار
اولین نمایش جهانی این در جشنواره فیلم ترایبکا در ۱۰ ژوئن ۲۰۲۱ بود. و در ۲۵ مارس ۲۰۲۲ منتشر شد.

## ساخت
فیلمبرداری این فیلم در تابستان ۲۰۲۰ و در طول ۸ روز انجام شد.

## بازخوردها
این فیلم نقدهای مثبتی از منتقدان سینما دریافت کرد. در وب‌سایت جمع‌آوری نقد راتن تومیتوز، بر اساس رای ۵۱ بررسی، با میانگین وزنی ۶٫۶ از ۱۰، دارای ۸۶ درصد محبوبیت است.